# 霍蒙洪島
霍蒙洪島是菲律賓的島嶼，位於萊特島以西的萊特灣，由東薩馬省吉萬管轄，長約20公里。1521年3月16日，葡萄牙探險家斐迪南·麥哲倫在橫越太平洋後在該島補給食物。
10°44′N 125°43′E / 10.733°N 125.717°E